# 665 Sabine
A 665 Sabine egy a Naprendszer kisbolygói közül, amit Karl Wilhelm Lorenz fedezett fel 1908. július 22-én.